# Psaume 149

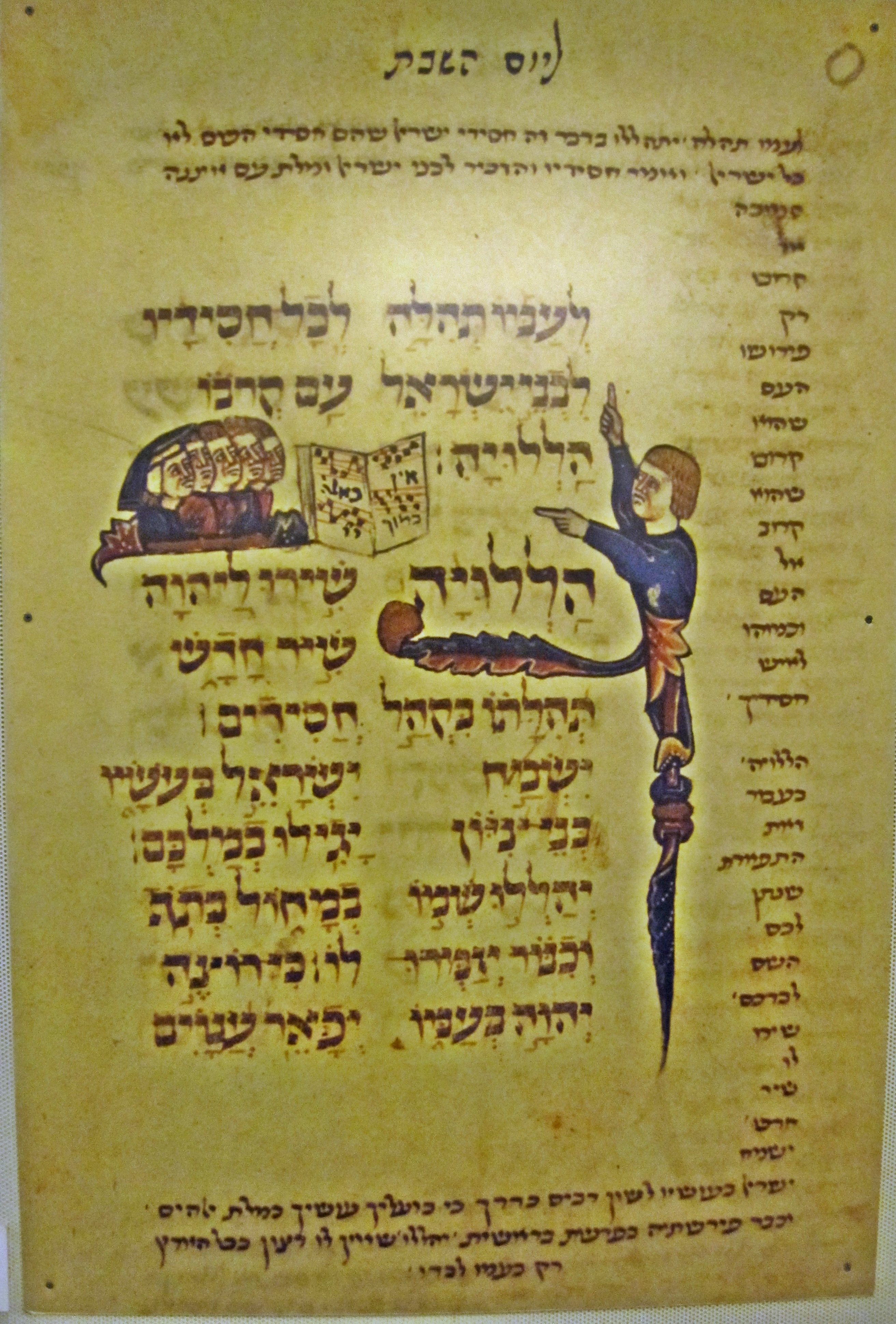
Le psaume 149 en hébreu sur un parchemin français du XIII.

Le psaume 149, appelé en latin Cantate Domino, fait partie du hallel. Ce psaume est un cri de louange d'Israël pour son Dieu. Deux datations sont possibles : le psaume a été composé soit pendant la période perse après le retour d'exil à Babylone, soit à l'époque des Maccabées, lors de l'hellénisation forcée de la Palestine.

## Texte
| verset | original hébreu                                    | traduction française de Louis Segond                                                                               | Vulgate latine                                                              |
| ------ | -------------------------------------------------- | --- | --------------------------------------------------------------------------- |
| 1      | הַלְלוּ-יָהּ:שִׁירוּ לַיהוָה, שִׁיר חָדָשׁ; תְּהִלָּתוֹ, בִּקְהַל חֲסִידִים    | Louez l’Éternel ! Chantez à l’Éternel un cantique nouveau ! Chantez ses louanges dans l’assemblée des fidèles !    | Alleluia cantate Domino canticum novum laus eius in ecclesia sanctorum      |
| 2      | יִשְׂמַח יִשְׂרָאֵל בְּעֹשָׂיו; בְּנֵי-צִיּוֹן, יָגִילוּ בְמַלְכָּם            | Qu’Israël se réjouisse en celui qui l’a créé ! Que les fils de Sion soient dans l’allégresse à cause de leur roi ! | Laetetur Israhel in eo qui fecit eum et filii Sion exultent in rege suo     |
| 3      | יְהַלְלוּ שְׁמוֹ בְמָחוֹל; בְּתֹף וְכִנּוֹר, יְזַמְּרוּ-לוֹ               | Qu’ils louent son nom avec des danses, qu’ils le célèbrent avec le tambourin et la harpe !                         | Laudent nomen eius in choro in tympano et psalterio psallant ei             |
| 4      | כִּי-רוֹצֶה יְהוָה בְּעַמּוֹ; יְפָאֵר עֲנָוִים, בִּישׁוּעָה              | Car l’Éternel prend plaisir à son peuple, il glorifie les malheureux en les sauvant.                               | Quia beneplacitum est Domino in populo suo et exaltabit mansuetos in salute |
| 5      | יַעְלְזוּ חֲסִידִים בְּכָבוֹד; יְרַנְּנוּ, עַל-מִשְׁכְּבוֹתָם              | Que les fidèles triomphent dans la gloire, qu’ils poussent des cris de joie sur leur couche !                      | Exultabunt sancti in gloria laetabuntur in cubilibus suis                   |
| 6      | רוֹמְמוֹת אֵל, בִּגְרוֹנָם; וְחֶרֶב פִּיפִיּוֹת בְּיָדָם                | Que les louanges de Dieu soient dans leur bouche, et le glaive à deux tranchants dans leur main,                   | Exaltationes Dei in gutture eorum et gladii ancipites in manibus eorum      |
| 7      | לַעֲשׂוֹת נְקָמָה, בַּגּוֹיִם; תּוֹכֵחוֹת, בַּלְאֻמִּים                  | Pour exercer la vengeance sur les nations, pour châtier les peuples,                                               | Ad faciendam vindictam in nationibus increpationes in populis               |
| 8      | לֶאְסֹר מַלְכֵיהֶם בְּזִקִּים; וְנִכְבְּדֵיהֶם, בְּכַבְלֵי בַרְזֶל            | Pour lier leurs rois avec des chaînes et leurs grands avec des ceps de fer,                                        | Ad alligandos reges eorum in conpedibus et nobiles eorum in manicis ferreis |
| 9      | לַעֲשׂוֹת בָּהֶם, מִשְׁפָּט כָּתוּב-- הָדָר הוּא, לְכָל-חֲסִידָיו:הַלְלוּ-יָהּ | Pour exécuter contre eux le jugement qui est écrit ! C’est une gloire pour tous ses fidèles. Louez l’Éternel !     | Ut faciant in eis iudicium conscriptum gloria haec est omnibus sanctis eius |

## Structure et thème du psaume
Le verset central du psaume donne la raison de la louange à Dieu ; il est le pivot du psaume. Autour de ce noyau, les versets se répondent symétriquement sur les thèmes de l'acclamation de Dieu, de sa célébration ou de Dieu juge. On remarque aussi une antithèse entre Dieu roi d'Israël et les rois ennemis.

## Usages liturgiques

### Dans le judaïsme
Le psaume 149 est récité entièrement dans la prière de Zemirot, le matin.

### Dans le christianisme

#### Chez les catholiques
Avec les psaume 148 et psaume 150, ce psaume était quotidiennement récité ou chanté lors de l'office solennel du matin, selon la règle de saint Benoît établie vers 530. C'est la raison pour laquelle cette célébration s'appelle laudes.
Dans la liturgie des Heures actuelle encore, on trouve le psaume 149 aux laudes du dimanche de la première semaine. Il est aussi employé pour les fêtes et les solennités de semaine. Dans la liturgie eucharistique, il apparaît le samedi après l'épiphanie ou le 7 janvier avant l'épiphanie, ainsi qu'au temps pascal, le lundi de la sixième semaine.

## Mise en musique
Michel-Richard de Lalande a composé un grand motet, Cantate Domino S 55
Jean-Joseh Cassanéa de Mondonville a composé un grand motet Cantate Domino en 1743